# Crkva sv. Antuna u Petrovaradinu
Crkva sv. Antuna je starokatolička crkva u Petrovaradinu.

## Povijest
Poslije Prvog vatikanskog koncila (1869. – 1870.), jedna je skupina biskupa bila nezadovoljna odlukama koncila (dogma o nepogrješivosti pape) te se odlučila boriti za tzv. starokatoličku crkvu. Budući da je bilo mnogo državljana Kraljevine Jugoslavije koji su se vjerski izjašnjavali kao starokatolici, izgrađen im je vjerski prostor. Adaptirana je nakon 1937. stara zgrada kioska na početku Molinarijevog parka u Petrovaradinu. Adaptacijom je dograđeno predvorje i zvonik sa satom. Tijekom Drugoga svjetskog rata starokatolici su meta progona, a crkvu im nazivaju sektom. Nakon rata crkva je nastavila raditi, ali s manjim brojem vjernika i manjim sredstvima. Donacijama vjernika crkva je obnovljena tek sredinom sedamdesetih godina dvadesetog stoljeća.
Krajem sedamdesetih i početkom osamdesetih godina dvadesetog stoljeća Starokatolička crkva iz Utrechta, za koju je ova vjerska zajednica u Jugoslaviji bila, prešla je u protestantski oblik kršćanstva. Zbog toga je uprava crkve prišla Zapadnopravoslavnom sinodu Amerike, u zajedništvu sa Zapadnopravoslavnom crkvom Amerike. Ovako izmijenjena crkvena organizacija nije naišla na pozitivne reakcije države, te je izostala materijalna pomoć Crkvi koju je do tada primala, tako da se ista do devedesetih godina gotovo ugasila, zbog manjka bogoslužitelja i opadanja broja vjernika.
Međutim, u današnje vrijeme pokreće se obnova starokatolicizma u Srbiji, pod drugom međunarodnom crkvenom upravom (iz Slovačke), te se nastoji da se crkva svetog Antuna vrati pod vlasništvo te Crkve (koja u Srbiji djeluje u formi vikarijata, pod nazivom "Pravoslavno-starokatolički generalni vikarijat sv. Metoda", sa sjedištem u Irigu). Taj napor dodatno je otežan činjenicom da je Srpska pravoslavna Crkva, na opće nezadovoljstvo stanovnika i vjernika Petrovaradina, prevela crkvu sv. Antuna pod svoje vlasništvo.